# William Bewer
Charles Marius William Bewer (16. januar 1867 i København – 4. juni 1965 smst) var en dansk skuespiller.
Oprindelig uddannet kontorist og boghandler.
Debuterede 1889 på et mindre provinsteater. Turnerede herefter i flere år med forskellige teaterselskaber.
Han var senere engageret på Folketeatret i 16 år.
Bewer blev 98 år og var en af landets ældste skuespillere.
Hans underholdende erindringer "Jeg mindes" (Hasselbalch, 1959) indeholder et væld af oplysninger om teatre og skuespillere.
Han medvirkende i en lang række danske stumfilm, men i forholdsvis få tonefilm, hvoraf kan nævnes:
- Så til søs – 1933
- Millionærdrengen – 1936
- Tobiasnætter – 1941
- Baby på eventyr – 1942
- Hr. Petit – 1948
- Lejlighed til leje – 1949
- Lynfotografen – 1950
- Fra den gamle købmandsgård – 1951
- Vejrhanen – 1952
- Oskar – 1962